# طوعلی علیا (خداآفرین)

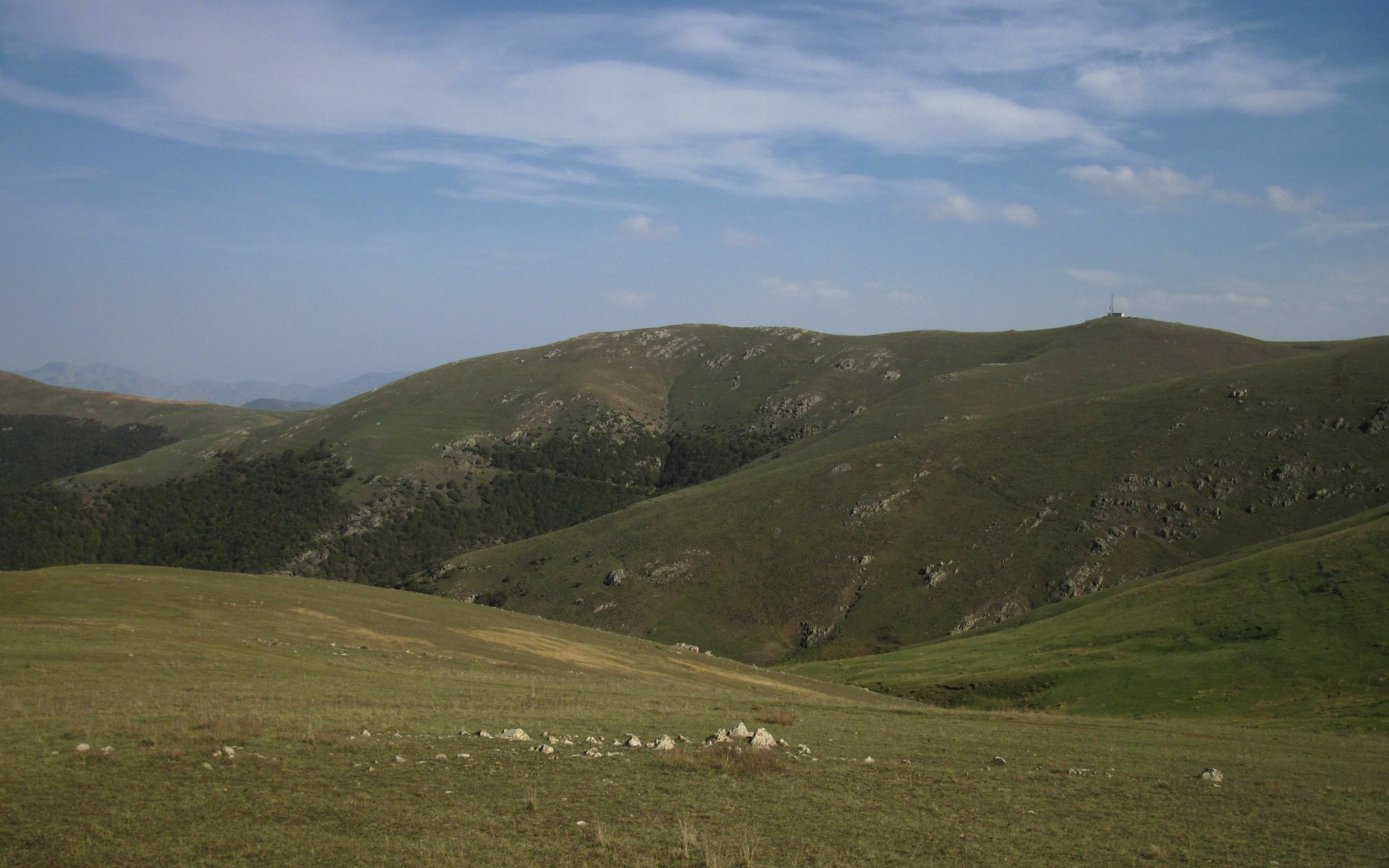
ییلاق کوچ نشینان طو علی در ارتفاعات مشرف به روستای عباس‌آباد.

طوعلی علیا یکی از روستاهای استان آذربایجان شرقی است که در دهستان منجوان شرقی بخش منجوان شهرستان خداآفرین واقع شده‌است. بر اساس سرشماری ۱۳۸۵، جمعیت روستا ۲۶۵ نفر در ۶۶ خانوار بود.

## اطلاعات بیشتر
نام روستا به صورت عامیانه «یوخشا طوعلی» است که به عقیدهٔ عده‌ای قبلاً «تفنگلی» بوده‌است. در آستانه انقلاب سفید، که نقشی عمده در فروپاشی نهایی ساختار ایلی ایران داشت، تیره‌ای از ایل محمد خانلو، شامل ۳۵ خانوار، از روستای طوعلی علیا به عنوان قشلاق استفاده می‌کردند. ییلاق این کوچ نشینان در مراتع بین چپرلی و آقداش قرار داشت، و با علفزارهای متعلق به اهالی روستای عباس‌آباد هم‌مرز بود. در نتیجه، هر تابستان، برخوردهای متعددی بین ایلات و اهالی روستای مذکور رخ می‌دا
یک آمارگیری اخیر جمعیت را ۲۴۲ نفر در۷۳ خانوار اعلام کرده‌است. این کاهش جمعیتی همزمان با افزایش تعداد خانوارها روند عمومی روستاهای منطقه ارسباران است. مردم این روستا اکثراً کشاورز و دامدار هستند و خانواده‌هایی که نه کشاورزند و نه دامدار و در مدارس و بعضی اداره‌جات خارج از روستا در روستاهای اطراف و شهر خمارلو مشغول به کارند.
اب و هوایی این روستا در بهار بسیار دلپذیر و خنک. در تابستان گرم اما با بادهای خنکی که از سوی سد خداآفرین می آید هوا را بسیار لطیف می‌کند. در پاییز باران و شروع سرما و در زمستان گاهی با برف‌های سنگین و سرمای شدید معروف است.
در طوعلی علیا یک مدرسه ابتدایی وجود دارد و دانش آموزان راهنمایی و دبیرستان جهت ادامه تحصیل به روستاهای طوعلی سفلی و جانانلو رفت‌وآمد می‌کنند. طوعلی به دلیل دارا بودن آب و هوای مناسب، طبیعت و منظره جذاب و مشرف بودن بسوی دریاچه سد خداآفرین و داشتن یک قلعه تاریخی و کهن در فصل تابستان و بهار میزبان مسافران زیادی است. روستا دارای یک پایگاه بسیج است. این روستا دارای یک درخت چنار کهنسال است از کنار این درخت چشمه و جویی آب می‌گذرد و جوان‌های روستا کنار این رود جمع شده و تفریح می‌کنند این روستا در آتش‌سوزی جنگل‌های ارسباران آسیب دید در شهریور۹۸ هکتارها زمین این روستا در آتش سوخت.
راه روستای طوعلی تا آستانه روستا آسفالت شده اما خود روستا خاکی و گل است.
محرم‌ها در این روستا به صورت سنتی مانند تمام روستاهای ادزبایجان مراسم شاخسی زنی برگزار می‌گردد.
آرامستان این روستا باخود یاری اهلی روستا حصار کشی شده است
لوله کشی آب آرامستان با هزینه وراث مرحوم خدایار عالی پور به کمک مردم روستا انجام گردیده است.